# Wilhelm Klein Baudekoration
Die Firma Wilhelm Klein Baudekoration ist ein 1872 von Wilhelm Klein in Darmstadt gegründetes Handwerksunternehmen des Maler- und Ausbaugewerbes. Das Familienunternehmen existiert seit über fünf Generationen, war zeitweise der zweitgrößte Malerbetrieb in der Region Rhein-Main und gehört heute als Wilhelm Klein Stuck-Putz-Malerei GmbH zur Hamburger Unternehmensgruppe HPM.

## Geschichte

### Wilhelm Klein Baudekoration (1872–1913)

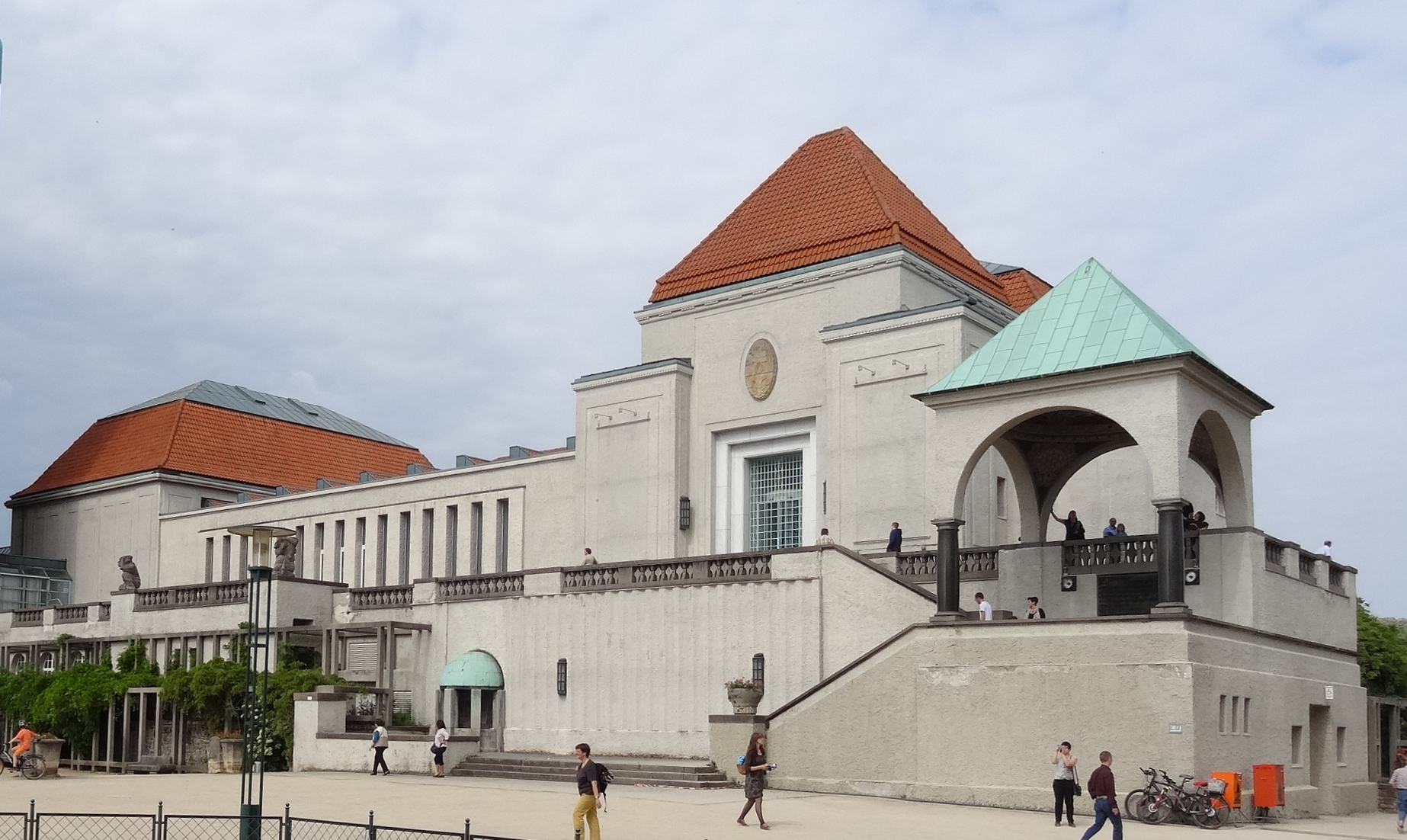
Ausstellungsgebäude auf der Darmstädter Mathildenhöhe

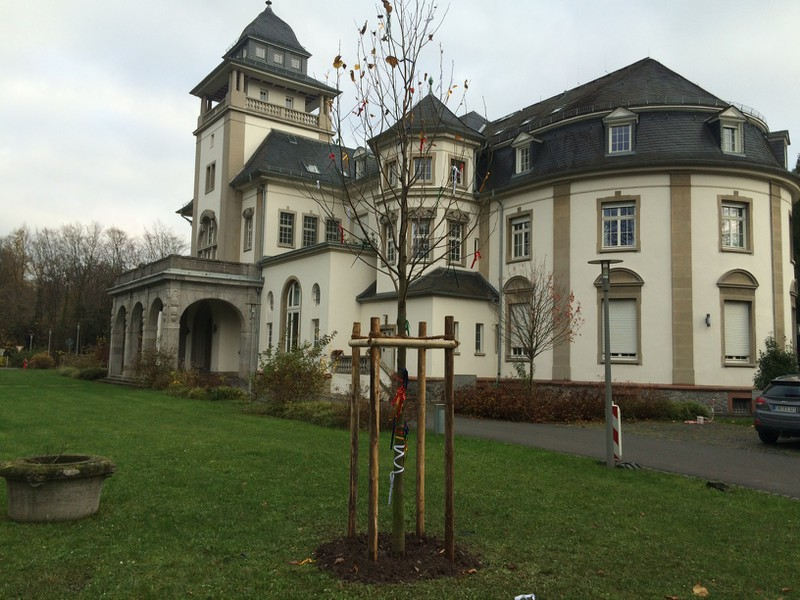
Heutiges Georg-Christoph-Lichtenberg-Haus in Darmstadt

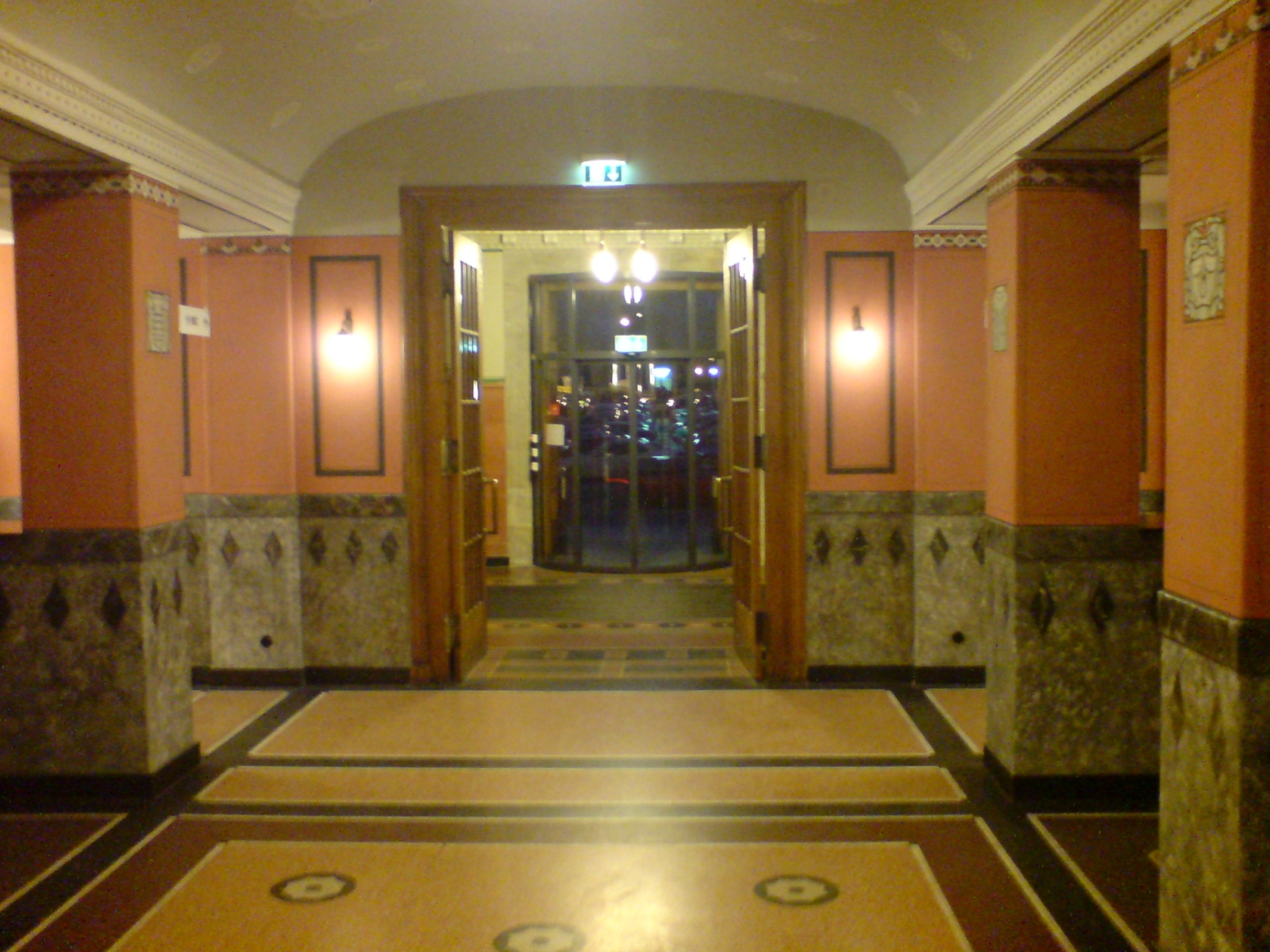
Stadtbad in Darmstadt, Innenraum

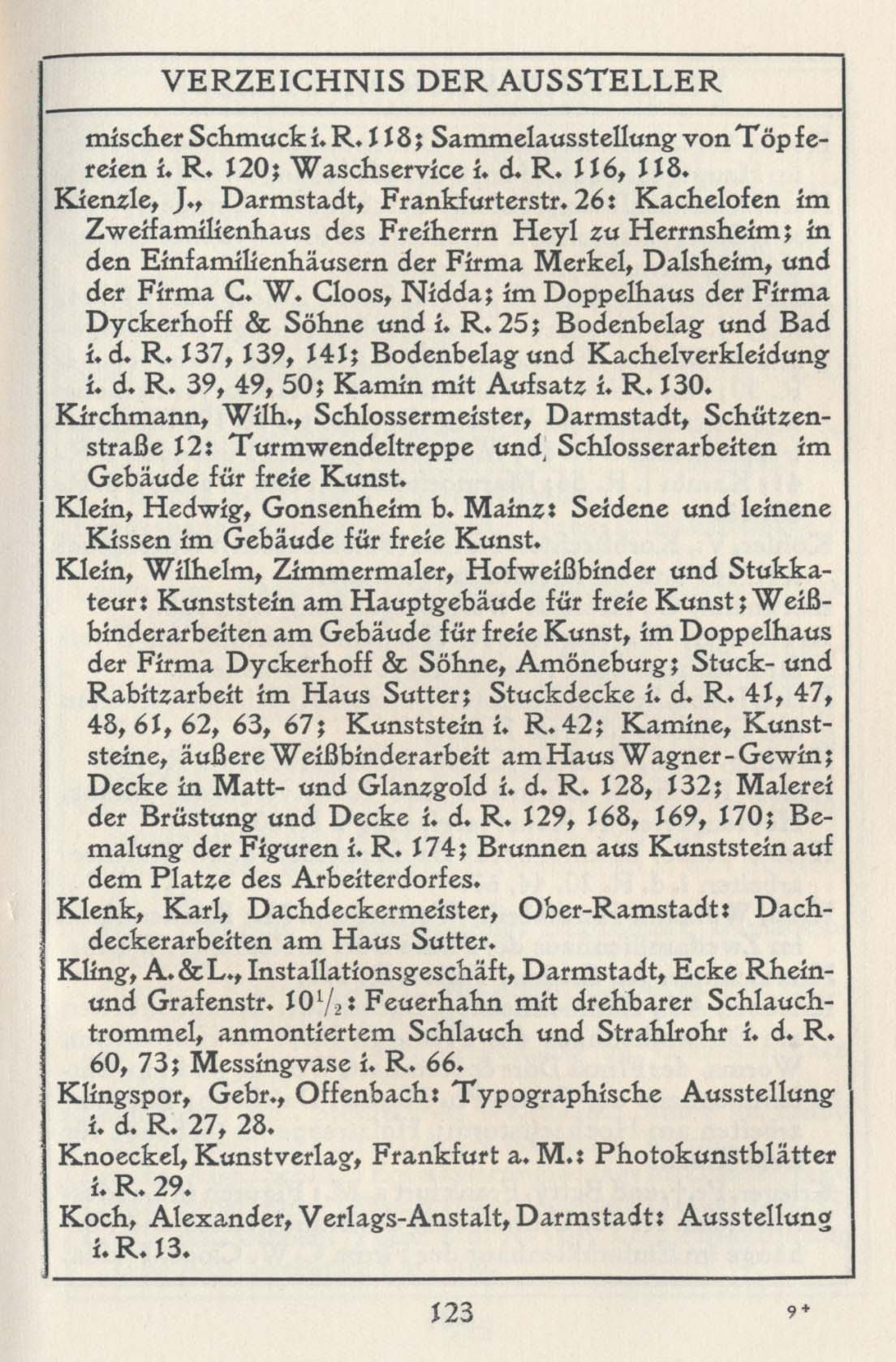
Katalog der Landesausstellung für freie und angewandte Kunst von 1908 führt für jeden Raum auf, welches Gewerk und welche Firma den Innenausbau der ausgestellten Räume ausgeführt hat. Diese Index-Seiten listen die Arbeiten der Firma Klein auf.

1872 eröffnete der aus Edenkoben stammende Weißbindermeister und Gewerbelehrer Wilhelm Klein in Darmstadt im Haus Erbacher Straße 12 ein Malergeschäft und wechselte zwei Jahre später in ein Gebäude auf dem Eckgrundstück Saalbaustraße / Waldstraße. 1891 verlegte Wilhelm Klein seinen Betrieb unter der Firma Wilhelm Klein Baudekoration in die ehemalige Thurn und Taxis‘schen Poststation, Elisabethenstraße 68, die zu dem Zweck erworben und in den folgenden zehn Jahren durch Grundstückszukäufe bis zur Landgraf-Philipps-Anlage erweitert und bebaut wurde.
Ab 1888 erhielten die beiden Söhne von Wilhelm Klein im elterlichen Betrieb ihre Ausbildung, Philipp zum Stuckateur und Heinrich zum Maler und Weißbinder. Der Ältere, Philip Klein, absolvierte anschließend noch die Bildhauerschule in München. In der wirtschaftlichen Aufbruchphase der hessischen Residenzstadt etablierte sich der Malerbetrieb rasch. 1899 erhielt Wilhelm Klein von Großherzog Ernst Ludwig den Titel Hofweißbinder. Umfangreiche Stuck- und Putzarbeiten führte die Firma Klein auch für die Ausstellungen der Darmstädter Künstlerkolonie auf der Mathildenhöhe (1904, 1908, 1914) aus. Ein Brunnen und diverse Stuck-, Kunststein- und Weißbinderarbeiten an verschiedenen Gebäuden der Ausstellung wie am Ausstellungsgebäude für freie Kunst oder dem Haus Wagner-Gewin sind im Ausstellungskatalog von 1908 genannt, außerdem die Bemalung gedrechselter Tierfiguren von Conrad Sutter.
Auf Vorschlag des Preisgerichts der Künstlerkolonie-Ausstellung von 1914 wurde Wilhelm Klein mit der Großen Goldenen Staatsmedaille des Großherzogtums Hessen ausgezeichnet.

### Wilhelm Klein oHG (1913–2000)
Am 6. Januar 1913 überführte Wilhelm Klein zusammen mit seinen beiden Söhnen als persönlich haftende Gesellschafter den Familienbetrieb in die Rechtsform einer offenen Handelsgesellschaft (oHG). Geschäftsführer wurde Philipp Klein. 1914 erhielt dieser in Anerkennung seiner Leistung als Bauleiter und künstlerischer Berater bei der Ausgestaltung von Haus Hagenburg (dem heutigen Georg-Christoph-Lichtenberg-Haus) mit Jugendstil-Elementen von Prinz Otto Heinrich zu Schaumburg-Lippe den Titel „Hofbaumeister“.
Bis zur Absetzung des Großherzogs Ernst Ludwig 1918 führte die Firma Klein fortlaufend Aufträge des großherzoglichen Hofes aus. Sie wurde mit dem Ausbau, der Renovierung und der Ausgestaltung von zahlreichen Repräsentationsbauten in der Residenzstadt Darmstadt beauftragt, die heute unter Denkmalschutz stehen. Hier sind zu nennen das Hoftheater, das Neue Palais, das Landesmuseum, Schloss Heiligenberg in Seeheim sowie das Stadtbad Darmstadt, das 1909 nach Entwurf von Stadtbaurat August Buxbaum errichtet und 2008 mit großem Aufwand in seinen ursprünglichen Zustand wiederhergestellt wurde. Das Kleinsche Anwesen umfasste um 1918 die Gebäude und Freiflächen Elisabethenstraße 68–74 und der angrenzenden Landgraf-Philipps-Anlage 58, 60 und 60 ½ sowie Hügelstraße 87.
Im Ersten Weltkrieg wurde die Firma Wilhelm Klein von dem Unternehmen Schütte-Lanz-Luftschiffbau mit der Lackierung von Kampfflugzeugen sowie der Instandhaltung der Hallen in ihrem Zweigwerk in Königs Wusterhausen beauftragt. Philipp Klein verbrachte dort mit 350 Mitarbeitern die Kriegsjahre als Bauleiter. Sein Bruder Heinrich musste an die Front.
Bis zum Zweiten Weltkrieg war Klein das einzige Unternehmen in Darmstadt, das die Ausführung von fugenlosen Gipsschlackenwänden, sog. Luginowänden, gemäß der staatlichen Bauordnung für öffentliche Gebäude anbot. Wilhelm Klein unterhielt ständige Baubüros bei dem Automobilhersteller Opel in Rüsselsheim, bei dem Pharmaunternehmen Merck in Darmstadt sowie eine Filiale in der Gutleutstraße in Frankfurt am Main. Darüber hinaus war Kirchenbau ein weiter Auftragschwerpunkt.
1933 starb Wilhelm Klein im Alter von 86 Jahren. Ab 1940 schied Heinrich Klein schrittweise aus dem Unternehmen aus und starb 1945. Zwischen 1936 und 1945 waren die Geschäftstätigkeiten nicht weiter nennenswert. Insgesamt stand der Betrieb dem NS-Regime eher kritisch gegenüber. So schützten beispielsweise Mitarbeiter in der Pogromnacht jüdische Familien in den Häusern der Elisabethstraße. Auch anderer passiver Widerstand ist belegt. Bei der Bombardierung der Darmstädter Innenstadt am 11. September 1944 wurden der Unternehmenssitz und die Privatwohnungen in der Elisabethenstraße vollständig zerstört.
Das Unternehmen wurde nach Kriegsende von Philipp Klein und seinem Schwiegersohn Hanns Nothhelfer, der zuvor Handelsvertreter für die Hildebrand Rheinmühlenwerke war, mit den verbliebenen 60 Mitarbeitern wieder aufgebaut. Nothhelfer brachte dazu seine guten Geschäftsbeziehungen sowie sein ganzes privates Vermögen mit ein. Da er 1937 der NSDAP beigetreten war, musste er ein Entnazifizierungsverfahren durchlaufen, das 1947 in einem Spruchkammerverfahren mit der Einstufung Mitläufer endete. 1949 starb Philipp Klein im Alter von 74 Jahren. Die Firma Klein unter der Leitung von Hanns Nothhelfer mit dem Prokuristen Hans Bentz führte in den Folgejahren die Putz-, Innenausbau- und Malerarbeiten an 70 Prozent aller zerstörten Gebäude der Darmstädter Innenstadt aus. 1963 wurde die Filiale in Frankfurt wieder eröffnet. Bis in die 1990er Jahre behielt die Firma ihre führende Position im Maler- und Putzhandwerk. Sie war ausgewiesener Spezialist für die Restaurierung von Sakralbauten (u. a. katholische Kirche St. Maria Magdalena in Gernsheim, katholische Kirche St. Michael in Bürstadt, katholische Marienkirche in Offenbach, Ludwigskirche in Darmstadt) und unterhielt weiterhin enge Geschäftsbeziehungen mit Industriekunden wie Opel, Merck, Wella und der Carl Schenck AG.
In der Zeit des Wirtschaftswunders konzentriert man sich auf öffentliche Projekte wie Schulen, Kirchen, Krankenhäuser, Kaufhäuser, Banken und Versicherungen, aber zunehmend auch auf den Wohnungsbau. 1951 ging die Firma Wilhelm Klein hierzu eine Kooperation mit dem Bauverein für Arbeiterwohnungen ein und errichtete auf den angrenzenden Grundstücken einen zusammenhängenden Wohnblock mit 32 Wohnungen. Ab 1954 lernte Luisa, eine Enkelin von Philipp Klein, im großelterlichen Betrieb als erste Frau in ganz Hessen das Stuckateurhandwerk und schloss ihre Gesellinnenprüfung als Innungsbeste ab. 1958 heiratete sie den Frankfurter Unternehmersohn Wolfgang Haldy. Nach dem Tod von Hanns Nothhelfer 1962 erbten seine Frau Barbara und ihre Mutter Luise Klein das Unternehmen. Die Leitung übernahm Hans Bentz. 1988 folgte ihm Reinhard Günther als Geschäftsführer, der ab 1964 wie zuvor sein Vater Friedrich Günther, als Bauleiter und seit 1984 als Prokurist im Unternehmen tätig war. 1999 übernahm Hanns-Michael Haldy, Enkel der Eigentümerin Barbara Nothhelfer, als geschäftsführender Gesellschafter das Unternehmen.

### Wilhelm Klein Stuck-Putz-Malerei GmbH (ab 2001)
Bis 1999 war die Firma Wilhelm Klein Malergeschäft e. K. als Familienunternehmen über fünf Generationen mit zeitweise einem Stamm von bis zu 500 festangestellten Mitarbeitern der größte Malerbetrieb im Innungsbezirk Darmstadt und der zweitgrößte in der Region Rhein-Main. Das Unternehmen war in dieser Zeit deutschlandweit tätig. Am 19. November 1999 wurde die Niederlassung in Frankfurt aufgegeben. Am 14. Dezember 1999 erlosch die Firma Wilhelm Klein Malergeschäft e. K. im Rahmen der Ausgliederung des gesamten Vermögens in die Wilhelm Klein Stuck-Putz-Malerei GmbH & Co. KG. Komplementär war die Wilhelm Klein Projektmanagement GmbH, Geschäftsführer Jens Rothermel.
Der Betrieb hatte noch in den 1990er Jahren um die 250 Mitarbeiter. Im März 2001 wurden im Zuge einer umfassenden Umstrukturierung rund 50 Beschäftigte entlassen. In den Jahrzehnten bis dahin hatte der Betrieb in Darmstadt eine Vielzahl von Aufträgen für Arbeiten in und an öffentlichen Gebäuden übernommen. Dazu zählten das Rathaus, das Schloss, das Landesmuseum, die Ludwigskirche, das Alice-Hospital und das Staatstheater. Die Unternehmen Merck und Röhm beauftragten den Handwerksbetrieb ebenfalls. Auch die Arbeiten im Gebäude der DG Bank in Frankfurt am Main zählten zu den besonderen Referenzen des Betriebs.
2001 verkaufte die Eigentümerfamilie das Malergeschäft an die Hamburger HPM Verwaltung und Service GmbH, die hierzu am 6. März 2001 die heutige Wilhelm Klein Stuck-Putz-Malerei GmbH gründete. Das Geschäft wurde am historischen Sitz in der Darmstädter Elisabethenstraße 68 weitergeführt. 2008 verlegte das Unternehmen seinen Sitz mit einem Stamm von ca. 45 Mitarbeitern in das Gewerbegebiet Darmstadt Nord.
Am alten Sitz der Firma Klein richtete Hanns-Michael Haldy, ein Nachkomme des Unternehmensgründers, Ateliers und Werkstätten für Künstler und Kreativ-Handwerker ein und schuf Wohnraum für studentische Wohngemeinschaften (die Kleinschen Höfe). 2016 verkaufte er das Areal an die Iber Immobilien GmbH in Darmstadt, die auf dem Gelände Wohnungen errichten will.